# Anolis limifrons
Anolis limifrons (стрункий аноліс) — вид ігуаноподібних ящірок родини анолісових (Dactyloidae). Мешкає в Центральній Америці.

## Поширення і екологія
Стрункі аноліси мешкають в Коста-Риці і Панамі та на сході Гондурасу і Нікарагуа. Вони живуть у вологих тропічних лісах, на полях і плантаціях. Зустрічаються на висоті до 1550 м над рівнем моря.